# Épave de Ploumanac'h
L'épave de Ploumanac'h est une épave du IVe siècle découverte en 1983 dans l'archipel des Sept-Îles, dans les Côtes-d'Armor. Une partie du mobilier archéologique découvert est exposé au musée d'art et d'histoire de Saint-Brieuc.

## Localisation
L'épave a été retrouvée en Bretagne, dans le département des Côtes-d'Armor, dans l'archipel des Sept-Îles, à la bordure est du Gwaz Vonno(le « ruisseau de Bono »), un chenal séparant l'île Bono à l'ouest de l'île Malban. Les vestiges reposent entre 1,30 et 4,60 mètres de fond, sur un sol granitique à nu. Les vestiges sont orientés pour l'essentiel dans une petite fosse, du nord-est vers le sud-ouest sur 21,85 mètres de long.

## Mobilier archéologique
Le mobilier archéologique découvert est constitué en grande majorité de 271 lingots de plomb, totalisant un poids de 22 tonnes. La typologie des lingots est imprécise du fait de leur variété, à la différence des lingots de plomb romain. Malgré leur diversité, ils peuvent être classés en trois catégories:
- 190 lingots de forme quadrangulaire pesant entre 28,2 et 150 kg ;
- 75 lingots plano-convexes pesant entre 27 et 140 kg ;
- 6 lingots en demi-lune pesant entre 38 et 141 kg.

Outre les lingots, ont été retrouvés une centaine de fragments de tuiles ainsi que de deux éléments de meules de petite dimension. Aucun autre mobilier n'a été découvert, pas plus que des éléments d'architecture navale qui auraient permis d’établir le type de bateau utilisé pour ce transport.

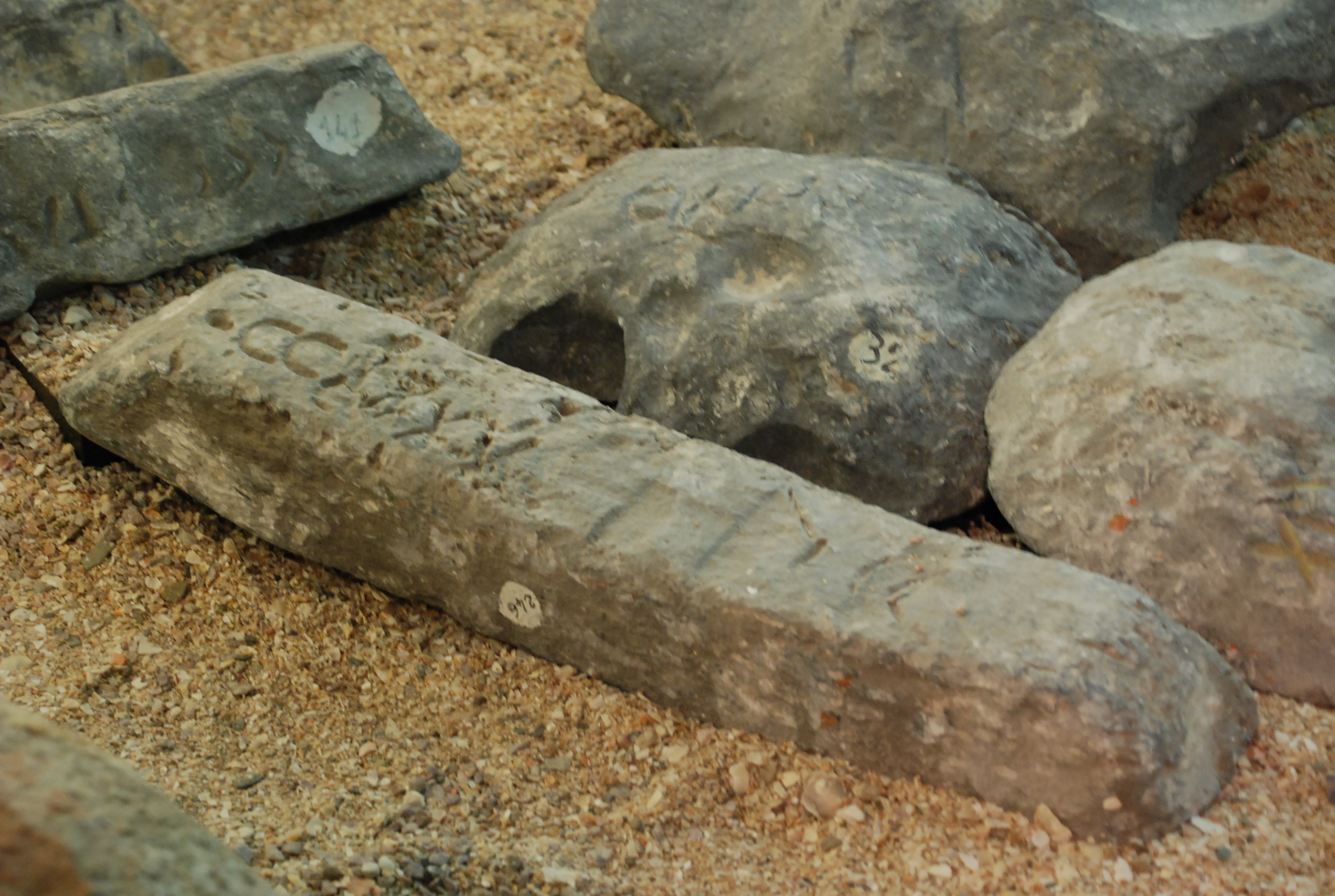
Détail et inscriptions de lingots de l'épave.